# Андерсон (Алабама)
Андерсон (енгл. Anderson) град је у америчкој савезној држави Алабама. По попису становништва из 2010. у њему је живело 282 становника.

## Демографија
Према попису становништва из 2010. у граду је живело 282 становника, што је 72 (20,3%) становника мање него 2000. године.
| Група             | 2000.       | 2010.       |
| Белци             | 351 (99,2%) | 274 (97,2%) |
| Афроамериканци    | 0 (0,0%)    | 0 (0,0%)    |
| Азијати           | 0 (0,0%)    | 0 (0,0%)    |
| Хиспаноамериканци | 0 (0,0%)    | 2 (0,7%)    |
| Укупно            | 354         | 282         |